# Petr Kunc
Petr Kunc (* 26. červen 1978 Brno) je český politik a projektant, v letech 2016 až 2020 a opět v letech 2023 až 2024 zastupitel Jihomoravského kraje, od roku 2022 starosta městské části Brno-Židenice, předtím v letech 2014 až 2022 místostarosta této městské části.

## Život
Je absolventem Střední průmyslové školy stavební v Brně a Vysokého učení technického v Brně, oboru pozemní stavitelství (Ing.). Od roku 2006 je členem České komory autorizovaných inženýrů a techniků činných ve výstavbě (č.a. 1004623). Je spolumajitel brněnského projektového ateliéru DWG. Je ženatý, má dva syny. Je také chovatelem psího plemena whippet.

## Politické působení
V roce 2006 se stal součástí politického subjektu Zelená pro Židenice a Petiční výbor za zachování základní školy ZŠ Kamenačky. Kandidoval na 11. místě. V roce 2010 kandidoval za stejný subjekt do zastupitelstva městské části na 6. místě, již jako člen TOP 09. V roce 2014 po skandálu ČSSD na židenické radnici vedl kandidátku TOP 09 do městské části a následně se stal místostarostou pro územní plánování, dopravu a životní prostředí. Znovu kandidoval v roce 2018 za uskupení Spolu pro Židenice (TOP 09 + STAN) a stal se statutárním místostarostou městské části. V komunálních volbách v roce 2022 obhájil mandát zastupitele jako lídr sdružení nezávislých kandidátů „PETR KUNC – HLAS PRO ŽIDENICE“. Dne 19. října 2022 byl zvolen novým starostou městské části.

### Městská část Brno-Židenice
V rámci místostarostenské se zabývá také projektováním veřejného prostoru v městské části, kde využívá profesní zkušenosti ze stavebnictví. Během jeho působení se podařilo především díky jeho aktivitám vybudovat nový sportovní areál BZZZUKOT, rekonstruovat Karáskovo náměstí a revitalizovat Juliánovské náměstí, kde byl také obnoven původní vodní prvek se sochou Pramen od Jiřího Marka. Proběhla také rekonstrukce přestupního uzlu Stará osada. který se nově stal bezbariérovým. Inicioval rekonstrukci Dělnického domu a vybudování nového sběrného střediska.

#### Smuteční síň Brno-Židenice
Od roku 2004 se věnuje projektu záchrany Židenické smuteční síně autora prof. Ivana Rullera. Inicioval nespočet exkurzí, článků a aktivit vedoucích k obnovení její funkce. Veřejně vystupoval proti její demolici.
V roce 2020 schválilo Zastupitelstvo města Brna finanční transfer 27 467 000 Kč a dále tuto stavbu svěřilo do správy městské části Židenice ZMB č. Z8/21 b.č. 148 (předtím byla svěřena Správě hřbitovů města Brna). Ve výběrovém řízení na projektanta záchrany smuteční síně zvítězil Ing. arch. Marek Jan Štěpán, který na projektu pracuje od června 2021.
Na záchraně objektu stále aktivně spolupracuje s prof. akad. soch. Tomášem Rullerem.

### Statutární město Brno
Je autorem myšlenky tramvajového spojení pro městskou část Brno-Vinohrady, která se v roce 2021 zapracovala do návrhu nového územního plánu města Brna.
Je vedoucí osobností zastupující občany ve sporech ohledně zápachu vycházejícího ze slévárny Heunisch v Brně-Líšeň. Inicioval návrh změny územního plánu města Brna pro danou lokalitu a dlouhodobě proti šíření zápachu bojuje.

### Jihomoravský kraj
V roce 2016 kandidoval do Zastupitelstva Jihomoravského kraje za koalici TOP 09 s podporou starostů a Žít Brno a stal se zastupitelem.
V rámci volebního období vykonával činnost předsedy klubu zastupitelů, byl místopředsedou výboru pro dopravu, výboru pro národnostní menšiny, kontrolního výboru a členem finančního výboru. V daném volebním období byl členem dozorčí rady společnosti Thermal Pasohlávky a.s. a spolupracoval na projektu Lázní Pasohlávky.
V roce 2020 kandidoval v krajských volbách v Jihomoravském kraji za SPOLU pro Moravu, koalice 5 stran do zastupitelstva JMK (TOP 09, Zelení, Moravské zemské hnutí, Idealisté a LES) a mandát se mu obhájit nepodařilo. V březnu 2023 však na mandát krajské zastupitelky rezignovala Barbora Antonová a on se stal jejím nástupcem.
V krajských volbách v roce 2024 kandidoval do Zastupitelstva Jihomoravského kraje jako nestraník za hnutí SEN 21 v rámci uskupení „Hlas Moravy“ (tj. Zelení, LES, hnutí SEN 21, hnutí Idealisté). Subjekt však získal pouze 1,84 % hlasů a jeho zástupci se tak do krajského zastupitelstva vůbec nedostali.

### Senátní volby 2022
V roce 2021 se zúčastnil primárních voleb České pirátské strany do Senátu za obvod č. 58 – Brno-město a stal se oficiálním kandidátem Pirátů. 27. května 2022 odstoupil po vzájemné dohodě s představiteli Pirátské strany, místním a krajským předsednictvem z pirátské kandidátky pro senátní volby v obvodu č. 58. Důvodem byly odlišné představy o podobě a obsahu kampaně.
Ve volbách do Senátu PČR v roce 2022 nakonec kandidoval jako nestraník za SEN 21 v obvodu č. 58 – Brno-město. Se ziskem 9,84 % hlasů se umístil na předposledním 5. místě a do druhého kola voleb nepostoupil.

## Členství v TOP 09 a vyloučení
Od 14. prosince 2010 do 28. ledna 2021 byl členem TOP 09. V průběhu členství byl předsedou místní organizace Brno-Židenice, MO Brno-město, místopředsedou krajské organizace Jihomoravský kraj.
V roce 2021 byl vyloučen ze strany společně s Janem Vitulou na základě návrhu spolustraníka Tomáše Třetiny v rámci vnitrostranického sporu ohledně nominace do komise Rady JMK a údajného nedodržení koaliční smlouvy Spolu pro Moravu ze strany Vlastimila Válka a Tomáše Třetiny. Kunc i Vitula důvody vyloučení považovali za lživé a vykonstruované. Podle nich se jednalo o záměrnou čistku v krajské buňce s motivací odstranit stranické rivaly.

## Kritika a kontroverze
V roce 2021 zvítězil v otevřeném výběrovém řízení Pirátů do představenstva firmy MORAVIA GSA s.r.o.. Do funkce nebyl jmenován z důvodu nesouhlasu Letiště Brno s jeho nominací. Letiště Brno má ve společnosti Moravia GSA s.r.o. obchodní podíl 55 %, zbývajících 45 % Jihomoravská rozvojová společnost, s.r.o. Důvodem byla zřejmě jeho činnosti v kontrolním výboru JMK, kde inicioval zpoplatnění využití pozemků JMK pro logistické centrum BALP (Brno Airport Logistic Park) a zlepšení podmínek pro letecké školy a individuální létání.